# ديفيد جاي بيكر جونيور
ديفيد جاي بيكر جونيور (بالإنجليزية: David J. Baker, Jr.)‏ هو قاضي ومحامي أمريكي، ولد في 20 نوفمبر 1834، وتوفي في 13 مارس 1899.